# SS-Baubrigaden
Le SS-Baubrigaden, cioè brigate di costruzione delle SS, furono le squadre mobili in servizio nei campi di concentramento esistite durante gli anni del nazionalsocialismo. Furono impiegate durante la seconda guerra mondiale, dall'autunno del 1942 (principalmente dopo i bombardamenti degli Alleati), per i lavori di costruzione e di sistemazione, nonché per il recupero dei cadaveri nelle città tedesche distrutte. Oltre alle brigate di costruzione, nell'autunno 1944 nacquero otto brigate di costruzione delle ferrovie delle SS, ciascuna formata da circa 500 prigionieri dei campi di concentramento, sfruttate principalmente per la costruzione dei binari ferroviari; coinvolsero in tutto circa 20.000 prigionieri. 
Il tasso di mortalità nelle singole brigate variava notevolmente: da poche vittime a un terzo del totale. Con la formazione di esse il sistema dei campi di concentramento non solo fu notevolmente ampliato, ma per la prima volta i prigionieri furono utilizzati in massa pubblicamente.
A sovrintendere alle brigate di costruzione fu Hans Kammler, capo del dipartimento C dell'Ufficio WVHA, in coordinamento con il Ministro per gli armamenti Albert Speer. Kammler ne delegò la direzione a Gerhard Weigel, nominato ispettore delle brigate di costruzione nell'ottobre 1944. Da gennaio 1945 passarono sotto l'autorità del campo di concentramento di Sachsenhausen.

## Brigata di costruzione I
Nell'ottobre 1942 fu istituita la brigata I nel campo di concentramento di Sachsenhausen, con 1.000 prigionieri divisi in due gruppi: 600 a Düsseldorf e 400 a Duisburg, per sgombrare le macerie per conto delle rispettive amministrazioni comunali.
A marzo del 1943 i detenuti furono trasferiti nel campo di Sylt sull'isola di Alderney, subordinati al campo di concentramento di Neuengamme, con il compito di costruire le fortificazioni per conto dell'Oberkommando der Wehrmacht e dell'Organizzazione Todt in previsione dell'invasione alleata. Il 24 giugno 1944 furono riportati sulla terraferma per installare dei lanciarazzi sul confine franco-belga.
Nel settembre 1944 550 prigionieri tornarono a Rehungen per lavorare alle infrastrutture delle SS. A Hohlstedt fu allestito un reparto aggiuntivo del campo principale di Rehungen per ospitare altri 200-300 detenuti, impiegati nei lavori di costruzione dei binari per la Deutsche Reichsbahn. Da settembre a fine ottobre 1944 la brigata fu subordinata prima al campo di concentramento di Buchenwald e poi al campo di concentramento di Mittelbau. Tra il 5 aprile e il 7 aprile 1945 i prigionieri di Rehungen, insieme a quelli di Hohlstedt, furono condotti in un sottocampo di Mauthausen e liberati il 5 maggio 1945 dall'esercito statunitense.

## Brigata di costruzione II
Nell'ottobre 1942 fu istituita la brigata II nel campo di concentramento di Neuengamme, costituita da 1.000 prigionieri divisi in due gruppi: 750 a Brema e 250 a Osnabrück, per rimuovere i detriti, recuperare i corpi e disinnescare le bombe per conto delle rispettive amministrazioni cittadine.
Un altro ramo della brigata II (175 persone) operò a Wilhelmshaven dalla primavera al novembre 1943. Tra il 7 agosto 1943 e l'aprile 1944 furono circa 930 i prigionieri che svolsero i lavori di sgombero e salvataggio ad Amburgo su richiesta del capo della polizia locale. A metà aprile 1944 la brigata II fu inviata a Berlino per i lavori di costruzione e pulizia, passando agli ordini del campo di concentramento di Sachsenhausen.

## Brigata di costruzione III
La brigata III fu costituita nel settembre 1942. Tra settembre 1942 e maggio 1944 fino a 1.000 prigionieri svolsero lavori di costruzione e sgombero, principalmente nel centro espositivo di Colonia, ma anche nelle filiali di Düsseldorf, Dortmund e Bergisch Gladbach.
All'inizio di maggio 1944 furono trasferiti a Wieda e successivamente nei suoi sottocampi di Nüxei, Mackenrode e Osterhagen. Nel nuovo sottocampo di Wieda circa 300 prigionieri terminarono la costruzione dei binari per la Helmetalbahn. A Nüxei, Osterhagen e Mackenrode lavorarono allo sterro e allo sgombero dell'area.
Fino alla fine di ottobre 1944 la brigata III fu subordinata al campo di concentramento di Buchenwald e poi al campo di concentramento di Mittelbau. Il 6 aprile 1945 i detenuti dei campi di Mackenrode, Nüxei e Osterhagen furono condotti a piedi al campo di Wieda. Da lì, il 7 aprile 1945 tutti marciarono attraverso i monti Harz. Dopo l'evacuazione in treno all'Altmark e la marcia della morte fino a Gardelegen la maggior parte di loro fu bruciata durante il massacro di Gardelegen, avvenuto il 13 aprile 1945 in un fienile, insieme agli altri prigionieri dei campi evacuati.

## Brigata di costruzione IV
Nell'agosto 1943 la brigata IV di Buchenwald arrivò a Wuppertal e vi stabilì il sottocampo Königshöher Weg. Fino al maggio 1944 circa 600 prigionieri furono schierati a Wuppertal per conto dell'amministrazione comunale locale per lavori di pulizia, recupero di cadaveri, ecc.
All'inizio di maggio 1944 era stato aperto il sottocampo di Ellrich-Juliushütte, il più grande campo satellite del complesso di Mittelbau. A metà maggio 1944 la brigata IV fu trasferita a Ellrich, dove i prigionieri furono rinchiusi nel campo satellite Ellrich-Bürgergarten appena istituito presso il ristorante Bürgergarten. All'inizio di settembre entrò in funzione Günzerode, sottocampo di Ellrich-Bürgergarten. Ciascuno di questi due campi, Ellrich-Bürgergarten e Günzerode, entrambi subordinati a Mittelbau, impiegò fino a 950 prigionieri per eseguire i lavori di costruzione dei binari per la Helmetalbahn.
Tra il 6 e il 10 aprile 1945 i campi furono sgombrati prima dell'avanzata degli Alleati. Un gruppo di circa 350 prigionieri fu portato a Gardelegen e lì assassinato il 13 aprile 1945 nel massacro di Gardelegen, altri furono liberati dall'esercito statunitense a metà aprile 1945 dopo una marcia della morte vicino a Güntersberge. 

## Brigata di costruzione V
Dal marzo 1944 all'agosto 1944 la brigata V, istituita a Colonia, fu di stanza nel nord della Francia, nel campo principale di Doullens e in altri 14 i campi satellite. I prigionieri costruirono i sistemi di lancio per il progetto del razzo A4 della Luftwaffe. Nell'autunno del 1944 alcuni furono divisi tra le brigate III e IV, il restò costituì la base della brigata V per la costruzione delle ferrovie.

## Brigata di costruzione VI
Il personale della brigata VI risulta presente nel febbraio 1945, ma probabilmente l'unità non fu mai realmente utilizzata.

## Brigate per la costruzione delle ferrovie delle SS
A partire dall'autunno 1944 furono istituite le brigate per la costruzione delle ferrovie delle SS con una forza attiva di 504 persone. I prigionieri, come anche le guardie SS, alloggiavano all'interno dei treni merci costituiti al massimo da 50 vagoni; ogni vagone conteneva tra i 24 e i 40 prigionieri e, a differenza di quelli usati dalle guardie e dai funzionari, i vagoni per i reclusi erano scarsamente illuminati e poco riscaldati.
Oltre a costruire i binari, i prigionieri svolgevano altri lavori pesanti, come, ad esempio, il ripristino delle stazioni ferroviarie distrutte. Per proteggerli dagli attacchi, i treni delle brigate di costruzione a volte erano scortati dall'antiaerea.
| Designazione SS                                                      | Periodo di attività                | Numero medio di detenuti/deceduti | Impiego | Cliente                                                   | Evacuazione                                                                                             | Osservazioni |
| -------------------------------------------------------------------- | ---------------------------------- | --------------------------------- | --- | --------------------------------------------------------- | --- | --- |
| 5. SS-Eisenbahnbaubrigade                                            | 8 ottobre 1944 - aprile 1945       | circa 500 uomini/n.n.             | Costruzione dei binari ferroviari, rimozione delle macerie                                                 | Reichsbahn tedesco, amministrazione comunale di Osnabrück | Evacuazione verso Flensburg, liberazione il 5 maggio 1945 sulla nave Apollo                             | Dalla fine di ottobre 1944 al gennaio 1945 alle dipendenze del campo di Mittelbau, in seguito del campo di Sachsenhausen                                                               |
| 6. SS-Eisenbahnbaubrigade, precedentemente 1. SS-Eisenbahnbaubrigade | 12 settembre 1944 - 8 aprile 1945  | 500 uomini/n.n.                   | Costruzione dei binari ferroviari, lavori di scavo a Sangerhausen per le linee telefoniche                 | SS                                                        | Evacuazione in treno, liberazione a Salisburgo il 4 maggio 1945                                         | Dalla fine di ottobre 1944 al gennaio 1945 alle dipendenze del campo di Mittelbau, in seguito del campo di Sachsenhausen                                                               |
| 7. SS-Eisenbahnbaubrigade, precedentemente 2. SS-Eisenbahnbaubrigade | 19 settembre 1944 - 2 aprile 1945  | 470 uomini/almeno 12              | Riparazione dei binari ferroviari                                                                          | SS                                                        | Evacuazione in treno all'inizio di aprile in due trasporti verso il lago di Costanza e Bad Schussenried | Assegnata inizialmente al campo di Auschwitz, all'inizio di ottobre al campo di Buchenwald, da fine ottobre 1944 al gennaio 1945 al campo di Mittelbau e poi al campo di Sachsenhausen |
| 8. SS-Eisenbahnbaubrigade                                            | 20 novembre 1944 - marzo 1945      | 504 uomini/circa 20               | Riparazione dei binari ferroviari, riparazione di un tunnel ferroviario a Stoccarda                        | SS                                                        | Evacuazione in treno da metà marzo 1945, liberazione a Bergen il 3 maggio 1945                          | Subordinata inizialmente al campo di Sachsenhausen, da fine novembre 1944 a gennaio 1945 al campo di Mittelbau e poi al campo di Sachsenhausen                                         |
| 9. SS-Eisenbahnbaubrigade                                            | probabilmente non fu mai istituita |                                   | |                                                           | | |
| 10. SS-Eisenbahnbaubrigade                                           | dicembre 1944                      | 504 uomini                        | Dal gennaio 1945 costruzione dei binari ferroviari a Offenburg                                             |                                                           | | Subordinata al campo di Buchenwald, dal gennaio 1945 al campo di Sachsenhausen |
| 11. SS-Eisenbahnbaubrigade (Bad Sassendorf)                          | 8 febbraio 1945 – 4/5 aprile 1945  | 504 uomini/almeno 33              | Costruzione dei binari ferroviari alla stazione di Soest, distrutta nel 1944                               | Deutsche Reichsbahn                                       | Marcia della morte a Höxter, deportazione a Sachsenhausen, poi a Dachau e infine a Ebensee              | Dal 1945 subordinata al campo di Sachsenhausen |
| 12. SS-Eisenbahnbaubrigade                                           | 24 dicembre 1944 - Primavera 1945  | 504 uomini/almeno 11              | Fino a gennaio 1945 costruzione dei binari ferroviari a Lahnstein, poi a Bad Kreuznach, stazione di Gießen | Deutsche Reichsbahn                                       | Evacuazione via Linz, in parte al campo di Ebensee                                                      | Subordinata al campo di Sachsenhausen |
| 13. SS-Eisenbahnbaubrigade                                           | 18 gennaio 1945 - Primavera 1945   | 504 uomini                        | Fino al gennaio 1945 a Reichertshofen, vicino al Limburgo                                                  | Sede della Reichsbahn a Erfurt                            | | Istituita prima nel campo di Dachau, poi subordinata al campo di Sachsenhausen |

### 13ª brigata di costruzione ferroviaria delle SS
La 13ª brigata di costruzione ferroviaria fu costituita nel gennaio 1945 all'interno del campo di Dachau e con sede a Limburg an der Lahn; esistette fino al marzo 1945. Come tutte le altre brigate di costruzione, fu formalmente subordinata al campo di concentramento di Sachsenhausen. Le posizioni della 13ª brigata furono documentate in almeno cinque diverse località tra cui Limburg an der Lahn, Villmar, Francoforte, Coblenza e Fulda.
I 504 uomini di varie nazionalità furono assegnati al quartier generale della Reichsbahn di Erfurt e si trovarono in un cosiddetto campo di concentramento su rotaie (KZ auf Schienen), internati nei vagoni ferroviari in condizioni pessime e impiegati nell'ambito del trasporto delle cosiddette "armi della vendetta", portate su rotaia dai monti Harz al fronte occidentale durante la fase finale della guerra. Dopo i bombardamenti i detenuti dovevano "rimuovere le macerie e riparare le rotaie" il più rapidamente possibile.
Venivano sorvegliati dalle SS insieme ad alcuni ferrovieri anziani. Stipati nei vagoni, erano esposti ai bombardamenti e in molti morirono di fame, stanchezza o malattia. Nella località di Limburg, secondo i testimoni, tanti furono "fucilati indiscriminatamente". Johann Penkowski, SS-Sturmmann soprannominato dai prigionieri "mitragliatrice", agì in modo particolarmente brutale: si dice che uccise almeno cinque persone in una foresta vicino al Limburgo nel marzo 1945; lo stesso mese morì in un attentato dinamitardo a Eschhofen. È sepolto nel cimitero di Runkeler, non lontano dal luogo di sepoltura dei lavoratori forzati.
Sempre nel marzo 1945 la brigata fu sciolta. Molti dei prigionieri costretti alla marcia della morte e deportati a Buchenwald perirono. Dei 504, solo in 185 arrivarono a Buchenwald; alcuni furono liberati durante l'evacuazione, altri riuscirono a fuggire. Non è ancora stato stabilito quanti non sopravvissero, tuttavia è stato conservato un elenco completo dei 504 nomi. La procura di Limburg an der Lahn svolse delle indagini preliminari sui responsabili dei crimini commessi contro i detenuti della 13ª brigata, ma il 20 marzo 1974 esse furono sospese.
Dall'agosto 2012 gli organi politici della città di Limburg discutono dell'istituzione di un luogo commemorativo per le vittime della 13ª brigata delle SS. Nell'assemblea del 1º febbraio 2013 si arrivò alla proposta preliminare, approvata all'unanimità, per l'istituzione del sito commemorativo presso l'ex officina ferroviaria di Limburgo, oggi monumento industriale e centro commerciale e ricreativo chiamato WERKStadt.